# Julio Bascuñán
Julio Bascuñán (Santiago, 11 de junho de 1978) é um árbitro de futebol chileno que integra o quadro da Federação Internacional de Futebol (FIFA).

## Carreira
Julio Bascuñán foi árbitro da Copa América de 2015, Copa América de 2016 e Libertadores de 2017